# Geschiedenis van de vrijmetselarij
De voorgeschiedenis van de vrijmetselarij kan op twee wijzen worden benaderd.
Enerzijds kan men de voorgeschiedenis van de operatieve vrijmetselarij op objectieve en historische wijze gaan beschrijven. Dit komt neer op het ontstaan, bloei en ondergang van middeleeuwse beroepsgilden in Europa. Dit onderzoek wordt hier echter niet verricht.
Anderzijds kan men de voorgeschiedenis van de speculatieve vrijmetselarij trachten in kaart te brengen. Dit is een subjectieve en speculatieve poging, begonnen door James Anderson in zijn the Constitution of the Free-Masons - beter bekend als de Constituties van Anderson - en sedertdien ononderbroken voortgezet om de oorsprong van de vrijmetselarij te antedateren en te mystificeren.
Op deze wijze wordt een zogenaamde foundation myth, oprichtingsmythe gecreëerd, voor intern vrijmetselaarsgebruik. Dergelijke mythes zijn belangrijk bij de ontwikkeling van een solide groepsgevoel en sterk samenhorigheidsideaal in nieuwe en ambitieuze verenigingen, maar kunnen geen aanspraak maken op objectiviteit en historische feitelijkheid. Zo wordt de vrijmetselarij geantedateerd.
Deze antedatering begint met een herinterpretatie van het Bijbelverhaal over Adam en Eva. Het Oude Testament wordt hierbij kwistig gebruikt en de Bijbelse figuren worden gerecycleerd voor gebruik bij het uitbouwen van een vrijmetselaarsgeschiedenis. De Ark van Noach en de Tempel van Salomo zijn populaire thema's. Ook de klassieke wereld van Griekenland en Rome passeren de revue. Euclides of Pythagoras zijn graag geziene gasten. Maar ook Mozes, heidense mysteriën, de Essenen, Keltische Druïden, de Tempelridders, de Priorij van Sion en de Rozenkruisers passeren de revue. De lijst is nagenoeg eindeloos. Van de Oudheid tot de Middeleeuwen wordt er op los gespeculeerd. Ook Oliver Cromwell, de Stuarts, Francis Bacon en Christopher Wren worden opgenomen in de vrijmetselaarsgeschiedenis. Er zijn dan ook zoveel verschillende ontstaansgeschiedenissen als er vrijmetselaars zijn. En nooit is er ook maar het minste historische bewijs voor alle stellingen.
In de middeleeuwen begint de mythische voorgeschiedenis van de speculatieve vrijmetselarij zich te vermengen met de objectieve geschiedenis van de operatieve vrijmetselarij. Een historische continuïteit wordt vooropgesteld. De middeleeuwse gilden van bouwvakkers en metselaars zouden stap voor stap omgevormd zijn tot filosofische clubjes voor de burgerij en de adel. Hierbij wordt verwezen naar gelijkaardige instituties in Frankrijk, zoals de Compagnonnage, en Duitsland, zoals de Steinmetzen.
Voor deze begrippen zijn er wel degelijk historisch betrouwbare bronnen te vinden van hun bestaan. Voorbeelden van dergelijke historische bronnen zijn bijvoorbeeld:
- 1390: Regiusmanuscript
- 1410: Cooke manuscript
- 1425: Statutes uitgevaardigd door Hendrik VI van Engeland
- 1598: Schaw-manuscript
- 1599: Minutes van de Aitchison Haven Lodge te Edinburgh
- 1646: de inwijding van Elias Ashmole in een loge te Warrington

Het bestaan van deze bronnen staat niet ter discussie. Wat wel hoogst betwijfelbaar is hieruit als vanzelfsprekend af te leiden dat er een stapsgewijze historische evolutie is waar te nemen van operatieve vrijmetselarij naar speculatieve vrijmetselarij. Dergelijke afleidingen zijn van speculatieve aard, niet van historisch-wetenschappelijke aard.

## Operatieve vrijmetselarij
Het Engelse begrip freemason of vrijmetselaar duikt historisch gezien voor de eerste keer op in 1396 in documenten van de kathedraal van Exeter, Engeland. Het is een afkorting van het begrip freestone mason, dat in tegenstelling stond tot het begrip roughstone mason. Een ruwe steenmetselaar is een steenhouwer die werkt met grote en onbewerkte, niet voorverwerkte stenen. Hij deed het grove werk, waarna de vrije steenmetselaar zich kan bezighouden met het fijne werk, waarvoor meer kunde nodig was.
In 1495 wordt het begrip opgenomen in de rijksstatuten van koning Hendrik VI van Engeland en in 1537 wordt het begrip gebruikt in Londen door een steenhouwersgilde, die haar leden als zodanig bestempelt. In de Middeleeuwen bestonden er in Europa een groot aantal van dergelijke gilden, waarin personen die hetzelfde beroep uitoefenden, zich verenigden. Deze verenigingen hadden meervoudige functies. Zo bestonden er dus ook gilden van ambachtslieden die in de bouwnijverheid actief waren. Deze waren steeds christelijk van oorsprong en ontwikkelden op termijn eigen vormen en gebruiken. Enkel personen die beroepsmatig met de bouwnijverheid te maken hadden waren lid van deze verenigingen. Zoveel is zeker. Dergelijke gilden worden als operatieve loges aangeduid.

## Speculatieve vrijmetselarij
Op 24 juni 1717 verenigen zich vier vrijmetselaarsloges in Londen, Engeland, tot de Premier Grand Lodge of London. Dit gebeurde in het Londense gasthuis the Goose and Gridiron. In de aanloop naar 1717 moeten er dus in Londen verenigingen actief geweest zijn die een gelijkaardige inhoudelijke en vormelijke werking hadden, die later bekend zou worden onder de noemer vrijmetselarij, en die de nood voelden om de krachten te bundelen. Hieruit is af te leiden dat de wortels van deze verenigingen in het laatste kwart van de 17e eeuw, en het eerste kwart van de 18e te situeren zijn. Zoveel is ook zeker. Dergelijke loges worden als speculatieve loges aangeduid.
Of er een organisch of historisch verband bestaat tussen operatieve loges en speculatieve loges, waarbij de speculatieve vrijmetselarij is geëvolueerd naar operatieve vrijmetselarij is het onderwerp van grote discussie en onzekerheid. Deze discussies ontberen steeds betrouwbare en napluisbare historische bronnen en stukken, en worden steeds met geheimzinnige mystiek omhuld. Momenteel wint de these, dat de speculatieve vrijmetselarij een totaal nieuw fenomeen is, dat hoogstens vormelijk maar in geen geval inhoudelijk, schatplichtig is aan de operatieve vrijmetselarij, binnen en buiten de vrijmetselarij veel terrein.
Wat in elk geval met historische zekerheid kan geschetst worden is de historische ontwikkeling van de speculatieve vrijmetselarij sedert 1717.
Instrumenteel in het samenbrengen van vier Londense loges in één grootloge was John Theophilus Desaguliers (La Rochelle, Frankrijk 13 maart 1683 – Londen, Engeland 29 februari 1744). Hij was een leerling van Isaac Newton en lid van de Royal Society. Als lid van een van de vrijmetselaarsloges nam hij het voortouw. Hij gaf in 1721 opdracht aan een ander lid, James Anderson (Aberdeen, Schotland 1679 - Londen, Engeland 1739), een protestantse predikant, om statuten te maken voor deze koepelvereniging van loges. Hij werd geholpen door John Theophilus Désaguliers en George Payne.
Dit historisch document staat bekend onder de naam de Constituties van Anderson en werd voor het eerst gepubliceerd in 1723. Dit document bevatte een fictieve geschiedenis van de vrijmetselarij voor 1717, een aantal fundamentele regels, Charges genoemd, een aantal organisatorische bepalingen, Regulations genoemd, en werd afgesloten met een aantal liederen. Dit document is toonaangevend tot op de dag van vandaag.
Voor de samenstelling ervan gebruikte Anderson enerzijds historische documenten die stammen uit de tijd van de operatieve loges, verlichtingsideeën die in die tijd populair waren in brede kringen van wetenschappers en intellectuelen en eigen inzichten en ideeën. Vanaf het jaar van publicatie begint de grootloge in de openbaarheid te treden met haar activiteit.
De eerste loges kenden slechts twee graden van inwijding, of ledencategorieën, namelijk leerling en gezel. Pas vanaf 1725 wordt hier een volwaardige derde graad aan toegevoegd, de meestergraad. Deze werd pas geofficialiseerd in 1738 bij een revisie van de Constituties van Anderson.
In 1734 werd de Constituties van Anderson herdrukt en uitgegeven in de Verenigde Staten. Dit gebeurde in Pennsylvania door Benjamin Franklin.

## 'Moderns' & 'Antients'
De vrijmetselarij en haar ideeën verspreidt zich over Londen, de rest van Engeland en Wales, Groot-Brittannië en Ierland. Loges naar Brits voorbeeld en onder Brits gezag ontstonden in eerste instantie in al deze gebieden. Al snel begonnen zich ook de loges in deze gebieden te verenigen tot een aparte grootloge. Er ontstonden om historische redenen afzonderlijke maçonnieke grootmachten in Ierland en Schotland, de Grand Lodge of Ireland in 1725 en de Grand Lodge of Scotland in 1736. De Grand Lodge of London groeide ondertussen uit tot de Grand Lodge of England. Samen verspreidden de drie grootloges de vrijmetselarij over de Britse kolonies en het Europese continent.
Ondertussen had de katholieke kerk lucht gekregen van het ontstaan en de groei van de vrijmetselarij. Deze baseerden zich op een filosofie van het vrije denken vanuit een positie van religieuze en politieke onbevooroordeeldheid, en verkondigden een theïstisch godsbeeld. Daarvoor werden ze voor het eerst veroordeeld wegens religieus indifferentisme in 1738 door Paus Clemens XII in zijn bulle In Eminenti. Het zou, op een korte periode vlak na het Tweede Vaticaans Concilie na, nooit meer goed komen tussen beiden.
Maar niet alle loges in London, Engeland en Wales scharen zich onder de Grand Lodge of England. Verschillende loges blijven onafhankelijk, uit onvrede met een al te grote hervormingsdrang die van boven werd opgelegd. Andere loges vormden zelfstandige, concurrerende grootloges, zoals de Grand Lodge of all England held at York, maar zonder groot succes. Na verloop van tijd verdwenen zij.
De onvrede onder bepaalde vrijmetselaars bleef echter bestaan. Deze werden als Old Masons bestempeld. Ook leden van de Schotse en Ierse grootloge deelden deze opvatting en de contacten met de Grand Lodge of London werden minder intensief. Op 17 juli 1751 leidde dit tot de oprichting van een concurrerende grootmacht, The Most Ancient and Honourable Society of Free and Accepted Masons was geboren. Vijf onafhankelijke loges die onder sterke Ierse invloed stonden ontmoetten elkaar in het Londense gasthuis Turk's Head Tavern en richtten de grootloge op. Zij namen afstand van de recente innovaties die de Britse vrijmetselarij steeds verder van de maçonnieke wortels brachten. Tevens werd er bijzondere aandacht geschonken aan een bijzondere, vierde graad, de Royal Arch of Koninklijk Gewelf. Eigen constituties werden uitgegeven, onder de naam Ahiman Rezon en samengesteld door Laurence Dermott. In het alledaagse woordgebruik werd deze grootloge ook The Ancient Grand Lodge of The Antients genoemd, terwijl de Premier Grand Lodge of London ook wel The Moderns werden genoemd. Deze begrippen werden veelvuldig gebruikt.
De twee grootmachten bestreden elkaar op maçonniek vlak. Deze intense strijd werd ook wel het ‘grote maçonnieke schisma’ genoemd en duurde 62 jaar. In 1809 werd een commissie in het leven geroepen om beide partijen te verzoenen. In 1813 slaagden deze verzoeningsgesprekken, en beide grootmachten besloten samen te smelten tot één grootmacht, de United Grand Lodge of England op 27 december 1813. Dit gebeurde op basis van een document, The Articles of Union genoemd, dat bestaat uit 23 artikelen, die de gemeenschappelijke basisinzichten m.b.t. vrijmetselarij vastlegden. De beperking van de symbolische basisgraden tot drie werd overgenomen van de Moderns, terwijl de vernieuwingen in de riten werd teruggedraaid. De graad van Royal Arch werd gezien als een aanvulling op de meestergraad.

## Mondiale verspreiding
Ondertussen ontwikkelde de vrijmetselarij zich verder, en verspreidde ze haar leer gestaag over de ganse aardbol. Andere, maar gelijkaardige systemen ontwikkelen zich vanuit en naast de vrijmetselarij in het laatste kwart van de achttiende eeuw.
Ondertussen ontstonden op het Amerikaanse en Europese continent afzonderlijke grootmachten. Alhoewel de eerste loges werden opgericht vanuit Engeland, Ierland of Schotland, ontstond de drang tot nationale of regionale vereniging. Zo ontstond in Frankrijk op 24 juni 1738 de eerste Grande Loge de France.
In Pruisen ontstond op 13 september 1740 de Große Königliche Mutterloge 'zu den drei Weltkugeln', een van de vijf grootloges die samen de Vereinigte Großlogen von Deutschland vormen.
In Nederland werd op 26 december 1756 de Groote Loge der Zeven Verenigde Nederlanden opgericht, de historische voorganger van het Grootoosten der Nederlanden.
In de Verenigde Staten ontstonden reeds zeer vroeg onafhankelijke grootloges. De Grand Lodge of Virginia werd als eerste opgericht door vier plaatselijke loges, en internationaal erkend in 1778. Deze vrijmetselaarsloges stonden echter enkel open voor blanken. Historisch ontstond er in de Verenigde Staten in 1784 dan ook een parallel circuit voor vrijmetselaars van Afrikaanse origine, Prince Hall-vrijmetselarij genoemd. Deze opsplitsing bestaat tot op vandaag.
De onafhankelijkheid van deze grootmachten werd aanvankelijk gecontesteerd vanuit de Britse eilanden. Na verloop van tijd werden ze echter erkend door de Britse grootmachten en pleegden vriendschappelijke betrekkingen met elkaar.

## Internationale scheuring
In 1773 verdwijnt de Grande Loge de France. Uit haar resten ontstaat de Grand Orient de France.
Op 5 januari 1855 vond een Universeel Vrijmetselaarscongres plaats te Parijs, Frankrijk.
In 1875 vond een Internationaal Convent van Opperraden van de Aloude en Aangenomen Schotse Ritus plaats te Lausanne, Zwitserland.
In datzelfde jaar besloot de Grand Orient de France het kernbegrip Opperbouwmeester van het Heelal te vervangen door het Creatieve Beginsel. Een nieuwe ritus werd geschapen, waarin elke referentie naar de opperbouwmeester werd geschrapt. Dit gebeurde onder atheïstische invloeden. In 1877 besloot de G.O.F. niet langer de opname van atheïsten te verheimelijken, en deed dit in alle openheid. Ook erkende ze in dat jaar de gemengde vrijmetselaarsloges, van mannen als vrouwen, als gelijkwaardig. Tevens was het gebruikelijk dat er zware discussies werden gevoerd binnen de loges over politieke en religieuze onderwerpen. Dit leidde ertoe dat de United Grand Lodge of England de banden met de Grand Orient de France verbrak in 1877. De U.G.L.E. deed dit omdat zij dergelijke praktijken radicaal in strijd vond met de basisregels van de vrijmetselarij.
Deze scheuring binnen de internationale vrijmetselarij bestaat tot op vandaag en worden geduid met de begrippen regulariteit en irregulariteit. De regulaire vrijmetselarij houdt vast aan de historische statuten en voorschriften van de vrijmetselarij, terwijl de irreguliere vrijmetselarij een grote inhoudelijke evolutie heeft meegemaakt. De meeste vrijmetselaarsloges behoren tot de reguliere vrijmetselarij. Deze is toonaangevend in op de Britse eilanden, de Verenigde Staten, en voormalige kolonies en gebiedsdelen die Angelsaksisch cultureel gedomineerd waren, zoals Canada, Australië, Nieuw-Zeeland, Zuidelijk-Afrika en grote delen van Oost-Afrika, de Scandinavische landen, Nederland en de Germaanse en Slavische landen op het Europese continent. Een minderheid behoort tot de irreguliere vrijmetselarij, die vooral sterk staat in de Romaanse landen van Zuid-Europa en Centraal- en Zuid-Amerika, en bepaalde Afrikaanse gebieden.

## Congressen
- In 1894 vond een Internationaal Vrijmetselaarscongres plaats te Antwerpen, België.
- In 1895 vond een dergelijk congres plaats te Milaan, Italië.
- In 1896 vond een dergelijk congres plaats te Den Haag, Nederland.
- In 1900 vond een Internationaal Vrijmetselaarscongres plaats te Parijs, Frankrijk. In 1904 vond een dergelijk congres plaats te Brussel, België.
- In 1907 vond de I. Internationale Vrijmetselaarsmanifestatie plaats te Schlucht, Zwitserland. Tevens vond er een Internationaal Convent van Opperraden van de Aloude en Aangenomen Schotse Ritus plaats te Brussel, België.
- In 1908 vond een II. Internationale Vrijmetselaarsmanifestatie plaats te Bazel, Zwitserland
- In 1910 was Brussel opnieuw gastheer voor een dergelijk congres en vond een III. Internationale Vrijmetselaarsmanifestatie plaats te Baden-Baden, Duitsland.
- In 1911 vonden de IV. Internationale Vrijmetselaarsmanifestatie plaats te Parijs, Frankrijk, en een Internationaal Vrijmetselaarscongres te Rome, Italië.
- In 1912 vond er een V. Internationale Vrijmetselaarsmanifestatie plaats te Luxemburg, Luxemburg.
- In 1913 vond de VI. Internationale Vrijmetselaarsmanifestatie plaats te Den Haag, Nederland.
- In 1917 vond een Internationaal Vrijmetselaarscongres plaats te Parijs, Frankrijk.

## Anti-vrijmetselarij
De vrijmetselarij heeft echter niet altijd en overal ongehinderd haar ideeën kunnen verspreiden. De Katholieke Kerk was en is een van de belangrijkste opposanten van de vrijmetselarij. Vanaf het prille begin tot zeer recentelijk is zij haar standpunt blijven verkondigen. Het lidmaatschap van de Katholieke Kerk en de vrijmetselarij zijn dan ook absoluut onverzoenbaar, aldus de Kerk. De Kerk stelt dat het bezit van de volle waarheid niet verzoenbaar is met de onbevangen en onbevooroordeelde houding van een vrijmetselarij, die op zoek is naar waarheid. Maar ook vanuit andere, orthodox-protestantse groepen kwam er verzet en kritiek op de vrijmetselarij. Ook sommige vormen van de islam zijn tegen de vrijmetselarij.
De theosofe H.P.Blavatsky citeert in haar boek 'Isis Unveiled' een brief van vrijmetselaar Charles Sotheran, waarin staat dat de katholieke orde van jezuïeten zelf vrijmetselaarsloges heeft opgericht ten einde de ware vrijmetselarij tegen te werken: "The Baron Hundt, Chevalier Ramsay, Tschoudy, Zinnendorf(..) worked under instructions from the General of the Jesuits. The nest where these high degrees were hatched, and no Masonic rite is free from their baleful influence more or less, was the Jesuit College of Clermont at Paris."
De bekendste opposant van de vrijmetselarij was de radicaal-atheïstische Fransman Marie-Joseph-Gabriel-Antoine Jogand-Pagès. Die publiceerde in 1885 onder de naam Leo Taxil in enkele antimaçonnieke boeken. Daarin betichtte hij de vrijmetselarij van satanisme, en trachtte de Katholieke Kerk mee te slepen in de controverse. In 1897 bekende hij echter publiekelijk zijn leugens. Zijn geschriften werden wijd verspreid.
In 1896 vond een Internationaal Anti-Vrijmetselaarscongres plaats te Trente, Tirol.
In landen met een katholiek cultuurprofiel, die zich in de 20e eeuw ontwikkelden tot autoritaire regimes, werd de vrijmetselarij hard bestreden door de overheid. Deze vormden een tandem met de Katholieke Kerk, en de vrijmetselarij moest clandestien verder werken. In deze landen ontwikkelde de vrijmetselarij zich tezelfdertijd tot radicaal atheïstische groeperingen. Cuba vormde hierop een uitzondering: veel van haar leiders, waaronder José Martí en Raúl Castro, waren of zijn vrijmetselaar waardoor de vrijmetselarij er altijd heeft kunnen bestaan.
In vele totalitaire regimes werd de vrijmetselarij verboden en hardhandig aangepakt. De loges werden opgeheven en standvastige vrijmetselaars werden systematisch vermoord. In het nationaalsocialistische Duitsland (1933-1945), het communistische Rusland en haar Europese en Aziatische vazalstaten, en maoïstisch China verdween de vrijmetselarij aldus van de kaart. In dit verband bezette de Gestapo tijdens de Tweede Wereldoorlog de lokalen van het Grootoosten gelegen aan de Lakenstraat te Brussel. Het organiseerde er in februari 1941 een grote anti-maçonnieke tentoonstelling met als titel La vérité sur la franc-maconnerie. Le roi, l'église, l'armée uitgaande van de "Ligue anti-maçonnique Belge "L'Epuration". Een van de eerste acties na de Spaanse Burgeroorlog (1936-1939) en de staatsgreep door militair dictator Francisco Franco was de oprichting van de Bijzondere rechtbank voor de repressie van de vrijmetselarij en het communisme die tot zijn opheffing in 1964 meer dan 60.000 processen gevoerd heeft, het merendeel tegen vrijmetselaars.

## Internationale samenwerking
De internationale vrijmetselarij vormt een bonte verzameling van de meest diverse loges, obediënties, riten en graden, waarbij iedereen zijn eigen onafhankelijkheid met hand en tand blijft verdedigen.
De wederzijdse erkenning door reguliere grootmachten zorgde ervoor dat er steeds onderlinge vriendschappelijke contacten bestonden. Maar contact met irreguliere grootmachten was minder vanzelfsprekend. Toch zijn er enkele pogingen geweest om tot internationale samenwerking te komen over de regulariteitsgrenzen heen.
Sedert de negentiende eeuw hebben er regelmatig internationale congressen van vrijmetselaars plaatsgevonden, over de ganse wereld.
Zo heeft de Zwitserse vrijmetselaar Edouard Quartier-la-Tente, die grootmeester was van de Zwitserse Grootloge Alpinia, getracht een Internationales Büro für Freimaurerische Beziehungen op te richten. Dit gebeurde in 1902 naar aanleiding van een internationaal vrijmetselaarscongres te Genève. Hij ondervond de nodige tegenwerkingen en moest zijn arbeid staken bij het uitbreken van de Eerste Wereldoorlog. Na de oorlog werden de werkzaamheden verdergezet. Hieruit ontstond op een vrijmetselaarscongres te Wenen op 19 oktober 1921 de Association Maçonnieke Internationale. Twaalf obediënties sloten zich aan, de Grootoostens van Nederland, België, Frankrijk, Italië, Portugal en Turkije, en de Grootloges van New York, Frankrijk, Oostenrijk, Spanje, Bulgarije en Zwitserland. Andere obediënties traden toe, de Grootloges van Luxemburg, Joegoslavië, Chili, Columbia, Venezuela en de Filipijnen en de irreguliere Duitse grootloge Zur aufgehenden Sonne Orient Nürenburg.
Omdat de statuten onder invloed van de Grand Orient de France waren tot stand gekomen en elke referentie naar de Opperbouwmeester van het Heelal werd weggelaten, verlieten na korte tijd het Grootoosten der Nederlanden en de Grand Lodge of New York de vereniging in 1924.
Een andere poging om tot internationale samenwerking te komen was de oprichting van de Universala Framasona Ligo, naar aanleiding van een Esperanto-congres dat te Boulogne werd gehouden op 8 september 1905. Individuele vrijmetselaars uit Frankrijk, Duitsland en Zwitserland traden toe. Regelmatig werden er internationale congressen georganiseerd om de internationale contacten te verbeteren. In 1927 kreeg de Universele Vrijmetselaarsliga de wind in de zeilen, toen vrijmetselaars uit 12 landen en vertegenwoordigers van 16 grootloges deelnamen aan een congres te Bazel. Op het congres te Wenen in 1928 waren vertegenwoordigers van 30 grootloges en meer dan 700 aanwezigen. De congressen vonden plaats tot en met 1939. Het succes begon de georganiseerde vrijmetselarij op te vallen. Met het opkomen van totalitaire bewegingen en het uitbreken van de Tweede Wereldoorlog kwam dit initiatief tot een einde.
Ook na de Tweede Wereldoorlog zijn er verschillende pogingen geweest om te komen tot gestructureerde internationale samenwerking. Ook deze waren slechts gedeeltelijk succesvol. Steeds was de reden van mislukking te vinden in conflicten m.b.t. regulariteit.
Sedert 1947 bestaat de Confederación Masónica Interamericana (C.M.I.). Dit is een samenwerkingsverband van Latijns-Amerikaanse obediënties van vrijmetselaarsloges.
Zo werd in 1954 de Conventie van Luxemburg in het leven geroepen door obediënties uit Nederland (Grootoosten der Nederlanden), Luxemburg (Grande Loge de Luxembourg), Duitsland (Vereinigte Großlogen von Deutschland), Oostenrijk en Zwitserland in een poging de vrijmetselaarsapartheid tussen regulieren en irregulieren te overbruggen. In 1955 traden het Grootoosten van Italië en de Grande Loge de France toe. Er werd van de irreguliere leden vereist dat men binnen de vijf jaar na toetreding de oude landmerken overnam in de interne werking. De Britse en Amerikaanse vrijmetselarij oefende zware druk uit op de reguliere obediënties zich van het project te distantiëren, wat zij dan ook deden en wat het einde van de conventie betekende.
In 1961 werd te Straatsburg het Centre de Liaison et d'Information des Puissances maçonniques Signataires de l'Appel de Strasbourg opgericht, afgekort C.L.I.P.S.A.S., als internationale wereldwijde organisatie van irreguliere obediënties van vrijmetselaarsloges. Het Doel was de onderlinge samenwerking te coördineren en optimaliseren. Dit gebeurde op initiatief van de Grand Orient de France en het Grootoosten van België met de bedoeling, broeders en zusters vrijmetselaars te verzamelen die de absolute gewetensvrijheid als hoogste goed hebben. Deze samenwerking binnen de irreguliere vrijmetselarij bestaat tot op vandaag, maar moest afrekenen met een afsplitsing in 1996.
Omdat C.L.I.P.S.A.S. af te rekenen had met financieel wanbeheer en een te grote aanwezigheid van dogmatisme in de ogen vaneen aantal  liberale obediënties, splitsen zich deze af en vormden in 1998 het Secrétariat International Maçonnique des Puissances Adogmatiques, S.I.M.P.A. afgekort. Hier wordt een sterke nadruk op vrijzinnigheid gelegd.
Naast S.I.M.P.A. werd ook het Centre de Liaison International de la Franc-Maçonnerie Féminine, afgekort C.L.I.M.A.F., opgericht voor de vrouwelijke vrijmetselaars.
Ook in 1961 werd de International Masonic Union Catena opgericht als internationale wereldwijde organisatie van gemengde irreguliere obediënties van vrijmetselaarsloges. Doel is ook hier de onderlinge samenwerking te coördineren en optimaliseren. Catena zag het levenslicht in juli 1961 en is ontstaan op initiatief van de Nederlandse Grootloge der Gemengde Vrijmetselarij. Deze vereniging is vrij klein en bestaat tot op vandaag.
Op 23 maart 2002 vonden Les Rencontres Maçonniques Universelles plaats, waar vertegenwoordigers van 38 obediënties aan deelnamen. Op 6 september 2002 werd de Espace Maçonnique Européen, Europese Vrijmetselaarsruimte opgericht door 28 obediënties, onder Franse impuls.